# Estação Ferroviária de Penafiel
A designação de Estação Ferroviária de Penafiel refere-se a duas estações na Linha do Douro, uma antiga que foi encerrada, e uma nova que está ao serviço de passageiros. Situam-se ambas junto à localidade de Novelas, do concelho de Penafiel, no Distrito do Porto, em Portugal.

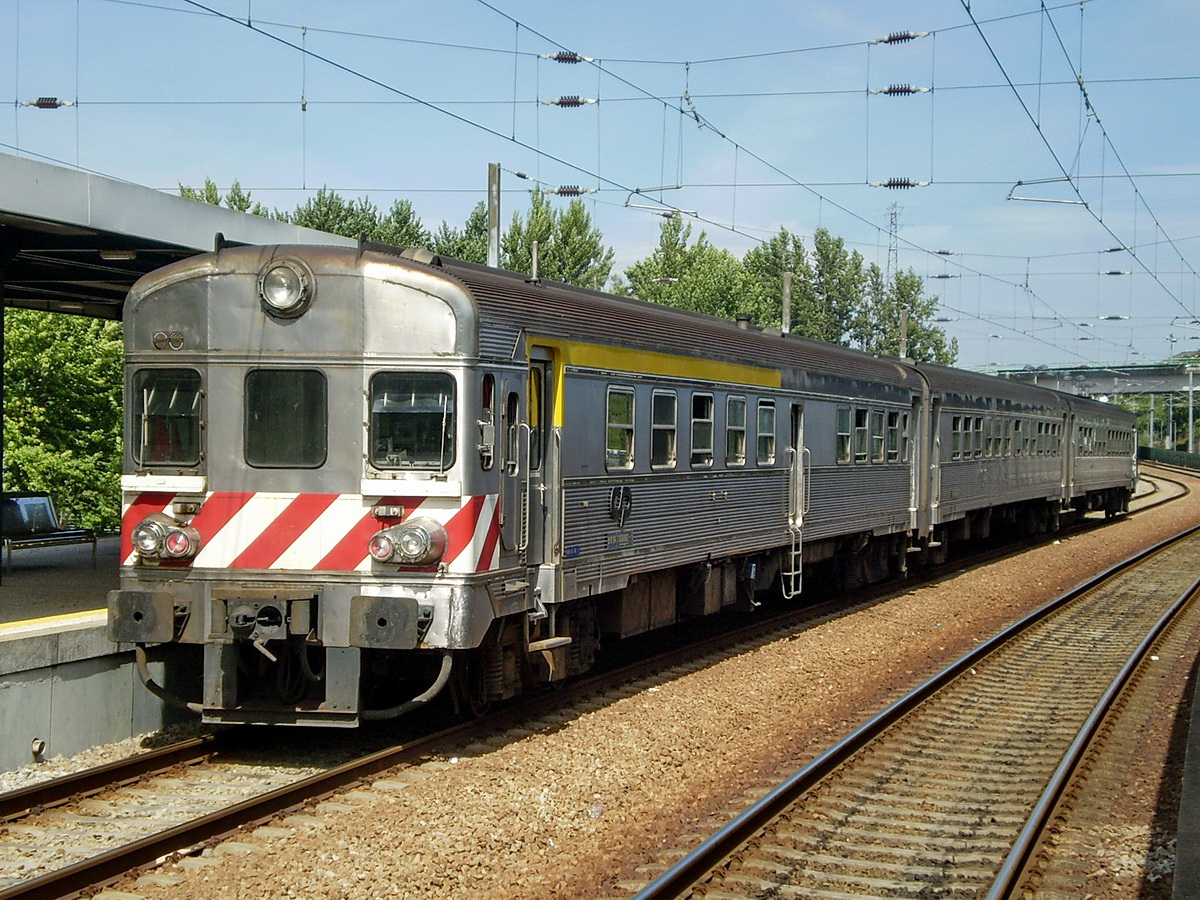
Automotora 0600 em serviço regional na estação de Penafiel, em 2014.

## Descrição

### Localização e acessos
A nova interface situa-se na localidade de Penafiel, tendo acesso pela Rua da Estação dos Caminhos de Ferro.

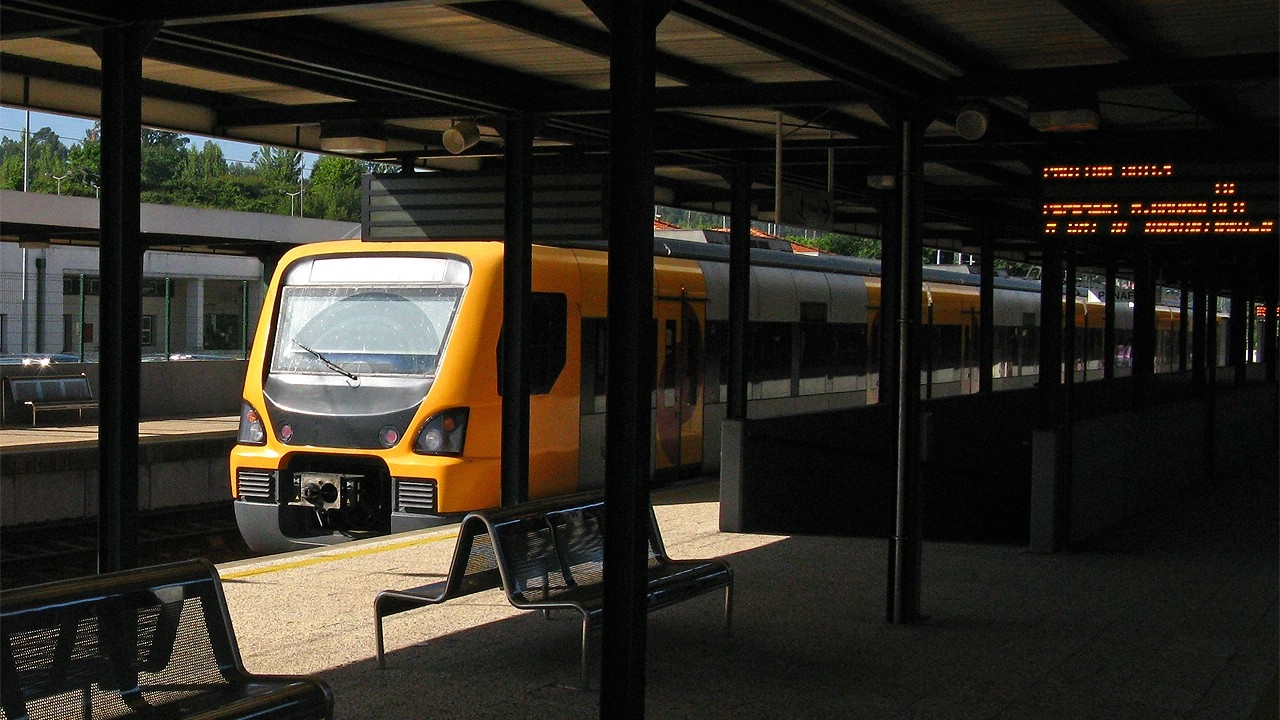
Automotora 3400 em serviço urbano na estação de Penafiel, em 2009.

### Infraestrutura
Esta interface apresenta três vias de ciculação, identificadas como I, II, e III, duas com 341 m de extensão e a terceira com 328 m, cada uma acessível por sua plataforma de 301 m de comprimento e 90 cm de altura; existem ainda seis vias secundárias, identificadas como IV, V, VI, VII, VIII, e G2, todas com 235-238 m exceto a última, com apenas 100 m; todas estas vias estão eletrificadas em toda a sua extensão.

### Serviços
Em dados de 2023, Penafiel é servida por comboios de passageiros da C.P. de tipo urbano no serviço “Linha do Marco”, com 18 circulações de e para Porto-São Bento que têm aqui seu término, e mais 17 entre aquela estação e Marco de Canaveses, bem como uma circulação diária em cada sentido do serviço regional entre Porto-São Bento e Régua.

## História

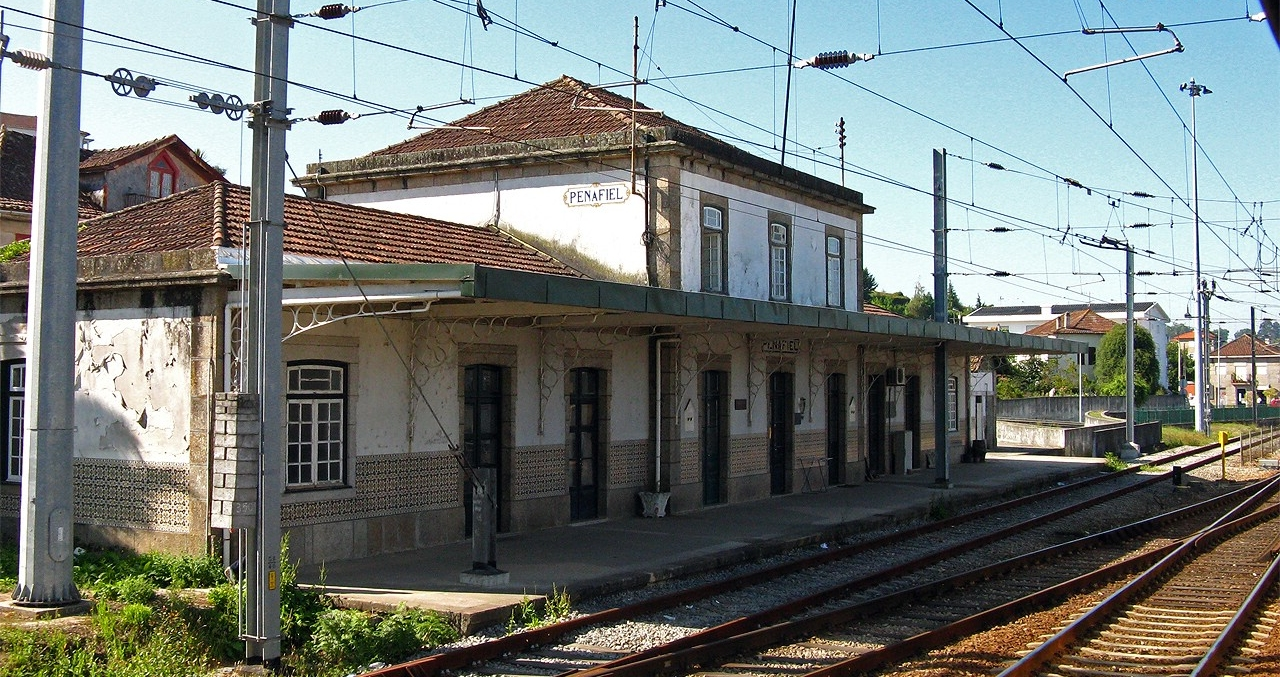
Estação antiga em 2009, já em desuso.

A estação entrou ao serviço em 30 de Julho de 1875, em conjunto com o lanço até Ermesinde da Linha do Douro. O tramo seguinte da linha, até Caíde, foi inaugurado em 20 de Dezembro do mesmo ano.
Em 1913, a estação era servida por carreiras de diligências até Lagoas e Lousada.
O lanço entre esta estação e Caíde foi modernizado em 2002, incluindo a duplicação e a electrificação da via férrea. No âmbito deste processo, foi construída uma nova interface, a poente da antiga, numa distância de 762 m ao longo da via férrea.

Em 2010, a estação dispunha de três vias de circulação, com 490, 510 e 410 m de comprimento; as duas plataformas tinham 303 m de comprimento, e uma altura de 90 cm — valores mais tarde ampliados para os atuais.

## Leitura recomendada
- FERREIRA, José Fernando Coelho (2012). O caminho de ferro de Penafiel à Lixa e Entre-os-Rios. Penafiel: Livrofiel. 138 páginas. ISBN 978-989-98086-0-7